# Pinna rudis
Pinna rudis, la concha de pluma áspera o mejillón de abanico espinoso, es una especie de molusco bivalvo de la familia Pinnidae. Es la especie tipo del género Pinna. El conocimiento al respecto es escaso, con ausencia de estudios y literatura específicos.

## Descripción
Pinna rudis tiene una concha que comúnmente alcanza una longitud de 25-30 centímetros. El caparazón rugoso del corral tiene un par de valvas en forma de cuña, triangulares, largas y muy frágiles, cubiertas con escamas grandes y sobresalientes dispuestas en filas bastante regulares. Estas escamas son más prominentes cerca de la apertura de la concha. Media docena de costillas bajas irradian desde el extremo puntiagudo y corren a lo largo de las válvulas. Dichas válvulas son casi simétricas, sin dientes y transparentes en los extremos. Su color suele ser marrón rojizo.
P. rudis puede confundirse con juveniles de Pinna nobilis, pero el primero muestra un caparazón más triangular y robusto, con menos escamas sobresalientes y más grandes. Además, en P. rudis, el color es más marrón o rosa-naranja, mientras que en los juveniles de P. nobilis, es homogéneamente amarillento. Por último, los adultos de P. nobilis superan fácilmente el tamaño de P. rudis y pierden totalmente las protuberancias de la superficie de la concha. Además, los hábitats de las dos especies son diferentes, ya que P. nobilis se puede encontrar en fondos fangosos o arenosos, mientras que P. rudis prefiere las grietas de las rocas.

## Distribución
Esta especie se encuentra en el Océano Atlántico oriental (Azores, Santa Elena, Marruecos), en el Mediterráneo (Estrecho de Gibraltar, Almería, Lipari, Sicilia, Mar Tirreno, mar Jónico), en el mar Negro y en las aguas del Caribe, variando desde el Golfo de México y el sur de Florida hasta las Indias Occidentales y Bahamas.

## Hábitat
Esta especie vive en pequeños parches de arena en fondos rocosos y en grietas de rocas, a profundidades que van desde la superficie hasta los 60 m.

## Biología
Como casi todos los demás bivalvos, esta especie se alimenta por filtración. El agua ingresa al caparazón desde arriba y pasa sobre el ctenidio antes de ser expulsada al agua abierta en la parte expuesta del caparazón. Es un hermafrodita, las gónadas producen tanto espermatozoides como óvulos. Las larvas son planctónicas y se desplazan con las corrientes.